# Damita Jo
Damita Jo este un album al cântăreței americane Janet Jackson apărut în 2004.